# Jared Hodgkiss
Jared Hodgkiss (* 15. November 1986 in Stafford) ist ein englischer Fußballspieler. Seit Oktober 2009 steht der rechte Verteidiger beim englischen Fünftligisten Forest Green Rovers unter Vertrag.

## Karriere
Hodgkiss wurde zur Saison 2005/06 in den Profikader des damaligen Erstligisten West Bromwich Albion aufgenommen. Am 17. Januar 2006 gab er sein Premierenspiel im Trikot der Baggies. In der Wiederholungspartie der dritten Hauptrunde des FA Cups 2005/06 kam der Verteidiger gegen den FC Reading zum Einsatz. Sein Premier-League-Debüt gab er am letzten Spieltag der Saison, am 7. Mai 2006, als er gegen den FC Everton für Steve Watson eingewechselt wurde. Zu diesem Zeitpunkt stand der Abstieg in die Football League Championship bereits fest. Nachdem die Mannschaft im Folgejahr in den Play-offs um den Wiederaufstieg an Derby County gescheitert war, schaffte man als Tabellenerster der Saison 2007/08 den Wiederaufstieg.
Um Hodgkiss mehr Spielpraxis geben zu können, verlieh man ihn Ende August 2008 in die schottische Liga zum FC Aberdeen. Dort blieb er bis Januar 2009, um nach sieben Ligapartien zu West Bromwich zurückzukehren. Eine zweite Leihperiode folgte ab März 2009 bis zum Ende der Spielzeit bei Northampton Town, wo er fünf weitere Male in der Football League One zum Zuge kam.
Im Sommer 2009 erhielt Hodgkiss vom erneuten Erstligaabsteiger die Transferfreigabe; zur nächsten Station wurden im Oktober 2009 die Forest Green Rovers in der fünftklassigen Conference National.